# 巨悪学園
『巨悪学園』（きょあくがくえん）は、長沢克泰うどんによる日本の青年漫画作品。『ネメシス』（講談社）にてNo.3からNo.41まで連載。同誌休刊後は『コミックDAYS』で連載。
世界を裏から支配し、私腹を肥やす諸悪の根源である巨悪を育成する私立高校「巨悪学園」と、そこを調査するために潜入を試みた特殊捜査官、新命龍明の活躍を描くギャグ漫画作品である。

## あらすじ
日本を未曾有の不況に陥れた元凶が、この世を裏から牛耳り私腹を肥やす「巨悪」と、彼らを育成し世に放つ謎の教育機関「巨悪学園」にあることが内閣特殊調査室 (NTT) の調査によって明らかになった。長官・土門敬一郎は、信頼する特殊工作部隊の新命龍明に生徒として学園へ潜入し実態を捜査するよう命じる。
12.7ミリ機関銃とIDカードで厳重に警備された校門を潜り抜け、教室へ辿り着いた新命が目の当たりにしたのは、十代半ばという実年齢から何倍も老けた、裏社会の黒幕のような風貌の生徒たちだった。欲にまみれ腐った老人（のような外見の少年）たちの悪逆非道を暴き、少年院へと送るため、新命は金と欲望と権力が渦巻く学園で、死と隣り合わせのミッションに挑んでゆく。

## 登場人物

### 主要人物
新命龍明（しんめい たつあき）
本作の主人公。内閣特殊調査室 (NTT) 特殊工作部隊所属の27歳。土門長官の命を受け、巨悪学園へ生徒として潜入し実態を調査する。世界各地の紛争地帯に身を投じ戦い抜いてきた経験から、身体能力は非常に高く、頭の回転も早い。御前たちの気まぐれや悪事に翻弄されて幾度となく危機に陥るが、その度に機転を利かせて窮地を脱している。だが、御前たちを出し抜いたと思った矢先、巨悪の権力によって状況を覆されて、成す術なく見守ることしかできないこともある。また、自らの不手際によって身の危険を招くことも多い。
御前崎征士郎（おまえざき せいしろう）
巨悪学園に通う高校1年生。16さい。巨悪側の主人公ともいうべき存在で、御前たちの中では最も出番が多い。長髪に髭を蓄えた風貌で車椅子に乗っている。御前崎グループの会長で、傍らには常に黒服が控えている。学園に潜入を試みた新命が初めて会った生徒で、校門のセキュリティを突破するのに利用されてしまう。以後は因縁浅からぬ関係にあり、持ち前の権力で度々新命を危機に陥れる。御前たちの日常や学園の実態を新命に見せる解説役になることも多い。
井出網野王命（いであみの おうめい）
1年A組の生徒。16さい。ウガンダの元大統領に似た、黒人のような外見だが日本人。某国の軍事独裁者で、日本国の防衛戦力を上回る軍事力を有している。部下の兵士からは「将軍」と呼ばれており、有事の際は私軍を校内に召集している。
金玉寺双光（きんぎょくじ そうこう）
1年A組の生徒。16さい。宗教法人を束ねる僧侶で袈裟を纏っている。非課税のレジャー施設などを多数建設し不当に利益を得ている上、信徒の女性たちに自らを「法王様」と呼ばせて淫行に耽っている。
王八譚（ワン・パータン）
1年A組の生徒。16さい。白髭を蓄えた上海マフィアの首領。新命のクラスメイトの中では最も年老いた外見をしている。直属の暗殺部隊「千八龍（サウザントエイトドラゴン）」を従えており、「大人（ターレン）」と呼ばれている。清朝の皇帝のような服装で、中国語訛りの日本語を話す等、心身共に中国色に染まっているが、実際の出身地は埼玉県である。
四丹拓内（しに たくない）
くいだおれ太郎のような縦縞のスーツを着た国語教師。1年A組の担任だがクラスを束ねる力は皆無で、御前たちの放蕩無頼を野放しにしている。己の保身を考えるのに精一杯で、絶えず生徒に媚びへつらうが、理不尽な理由で拷問にかけられ、時には処刑されるなど虫けらのような扱いを受けている。だが、死亡した次の回では何事も無かったかのように復活している。主人公の新命からも身代わりにされて御前崎のペットの虎に捕食されたり、「虫けら」と書いて「四丹拓内」と読まれるなど、ろくな扱いを受けていない。

## 作中用語
巨悪学園
日本社会を裏から支配し、国民の利益を不当に搾取して酒池肉林の限りを尽くす「巨悪健児」の育成を目的とした私立高校。詳細な場所は不明だが作中の描写から東京都内の何処かだと思われる。
絶えず各方面から命を狙われている生徒たちを守るために、校門は厳重に警備され2000万円のIDカードを使用せずに通ろうとすれば重機関銃の餌食となる。
「高級料亭」というルビが振られた学食では女体盛りがメニューとして提供されており、地下にある視聴覚室には高級ホテルさながらのカジノが併設されている等、通常の高校にはあり得ない施設が多数存在する。教室の背後には御前たちのペットを預けるための檻が設置されており、休み時間中は檻から出されたペットが廊下を闊歩している。
一方で、購買やタイル張りのトイレなど通常の高校と変わらぬ施設もあり、学食では麺類など庶民の食べ物も買える。職員室も典型的な学校の職員室である。
教師たちは生殺与奪の権を生徒に握られており、機嫌を損ねないように顔色を伺い、謙譲語を使う。時折、誰かが殺されそうになっても他の教師は見て見ぬふりをする。また、女性職員が生徒に犯されることも珍しくない。
御前
巨悪学園に通う生徒の尊称。その全てが政界や財界、芸能界などの大物で、一般の高校生をはるかに凌駕する権力を握っている。
実年齢は一般の高校生と同じ17歳前後だが、外見年齢は60代を超えた老人である。新明によれば悪の経験から生じる貫禄が凄まじく、実年齢の何倍も老けて見えるとされる。肉体的には老人のため、一般の不良のような生徒同士での苛烈な暴力行為には及ばないが、性的行為、飲酒、喫煙等の不良行為は平然と行っている。また、授業中でも携帯で暗殺命令や贈収賄等の悪事を行い、希少生物をペット化するなどの違法行為が日常的に蔓延している。
だが悪行のスケールとは裏腹に、既出を「がいしゅつ」と読む、中学生レベルの英文が理解できず回答権を押し付け合うなど、その学力は普通の高校生と比べても高いとは言い難い。面倒事を人任せにする事自体が巨悪の模範と見られているため、自分で回答した御前が他の御前から叱咤される場合すらある。

## 書誌情報
- 長沢克泰うどん 『巨悪学園』 講談社〈ネメシス〉、既刊3巻（2015年3月9日現在）
  1. 2012年3月9日発売（3月9日発売[集 1]）、ISBN	978-4-06-376332-4
  2. 2013年9月9日発売（9月9日発売[集 2]）、ISBN　978-4-06-376421-5
  3. 2015年3月9日発売（3月9日発売[集 3]）、ISBN	978-4-06-376530-4

1. ↑  “巨悪学園（１）”. 2017年6月28日閲覧。
2. ↑  “巨悪学園（２）｜”. 2017年6月28日閲覧。
3. ↑  “巨悪学園（３）｜”. 2017年6月28日閲覧。

## 無料ゲーム
RPGアツマールで無料ゲームが公開されている。ボイスは全て武内駿輔が担当。
『巨悪学園』ザ・タイツマン
2018年1月18日公開。
『巨悪学園』熱血新命くん！～巨悪乱闘曲～
2018年1月25日公開。
『巨悪学園』ラブラブサバイバル～巨悪系男子と恋をしよっ？～
2018年2月1日公開。